# Conspiración de la Escalera
La Conspiración de la Escalera fue un evento ocurrido en 1844 en la Cuba española, particularmente en el área de Matanzas. Fruto de la convulsión social que vivía la isla por la trata y esclavización de negros, la Capitanía destapó una «supuesta» conspiración de los esclavos para levantarse contra sus amos. La resolución del recién designado Capitán General Leopoldo O'Donnell fue implacable: 3.066 personas fueron encausadas, 78 de las cuales fusiladas, miles encarceladas y cientos desterradas. El proceso judicial fue llevado por la Comisión Militar de Matanzas, presidida por Fulgencio Salas.
El nombre de la conspiración proviene del método de tortura: los negros eran atados de pies y manos a una escalera, mientras eran latigados hasta «confesar». La brutalidad fue tal, que ese año fue denominado por los cubanos como «el Año del Cuero». Antes de la Conspiración de la Escalera ya se dieron numerosas revueltas similares, como la Conspiración Soles y Rayos de Bolívar, en 1823, las sublevaciones esclavas de Sumidero y Sabanazo, en 1825, y las de Alcancía y Triunvirato, en 1843.
En estos dos últimos casos, las rebeliones se extendieron a otros ingenios, demostrando la existencia de comunicación entre fincas diferentes y la planificación de los actos. Por lo tanto, el miedo generalizado a una insurgencia negra ya estaba presente en el imaginario público antes de los sucesos de la Escalera.

## Antecedentes

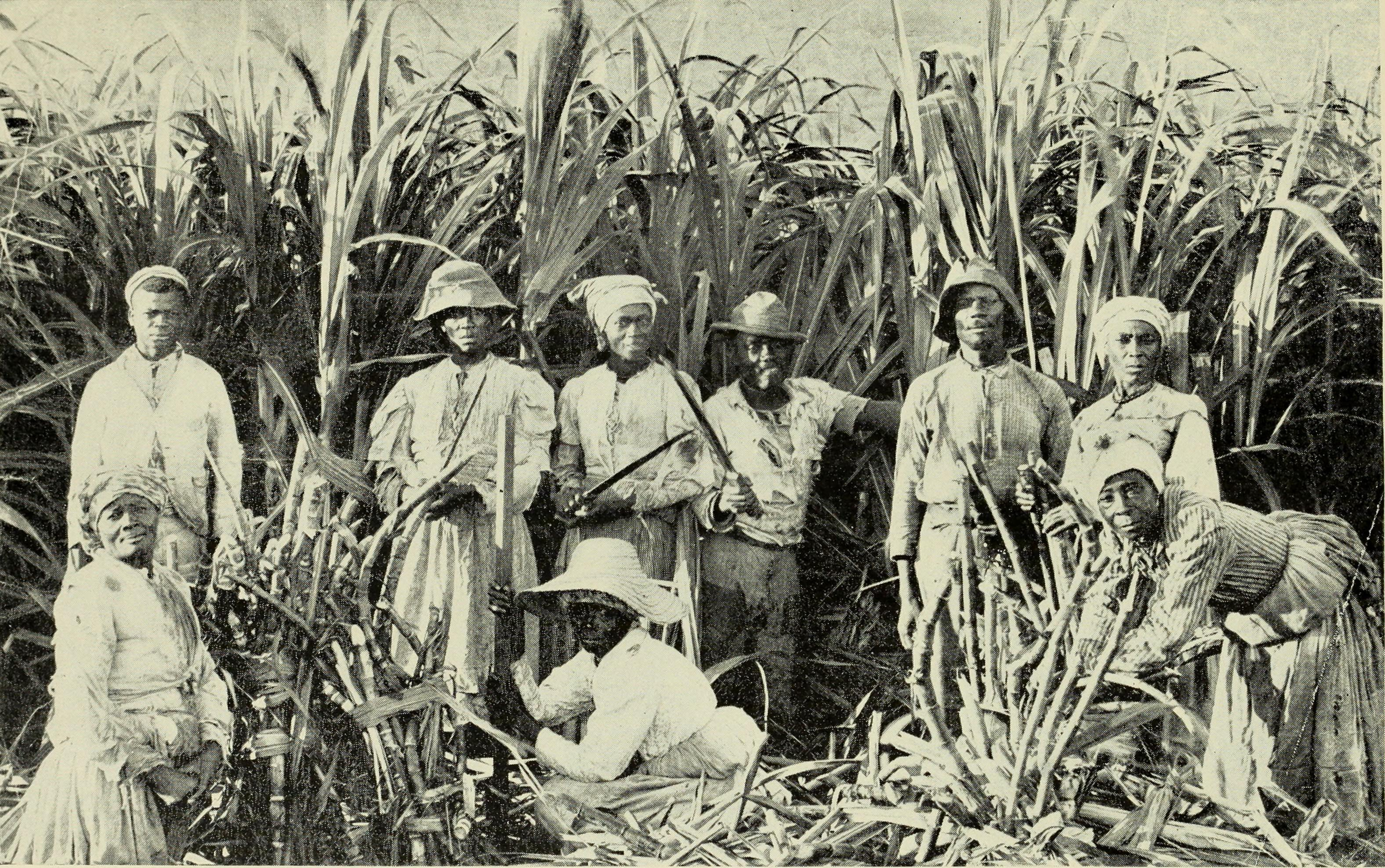
Trabajadores negros en una plantación de caña de azúcar. Cuba, 1899.

En el siglo XIX, Matanzas era una de las áreas más lucrativas de la isla para el desarrollo de la industria azucarera. De hecho, era la segunda en importancia económica, tras La Habana. En 1839 había 145 ingenios, mientras que en 1841 son 358.

### Racismo
La sociedad cubana estaba marcada por una división estricta entre blancos y negros. La marginalización de los negros y el racismo estaban promovidos por el mismo Estado; por ejemplo, el matrimonio interracial estaba penado por la Real Cédula de 1805, para garantizar la «limpieza de sangre». El trato desigual a blancos y negros era notable en la prensa, que por un lado restaba importancia a las sublevaciones negras para sostener la apariencia de tranquilidad ciudadana, y por el otro no dudaba en demonizar las insurrecciones negras. En la cultura de aquella época, se consideraba que en el negro convergían todos los males y vicios de la sociedad. Esta visión se extendía incluso a las opiniones públicas más «humanas» y «tolerantes», que los consideraban algo así como minusválidos.
Entre 1818 y 1830 se da un alto índice de cimarronaje. Para 1841, la población negra supera en número a la blanca, aumentando el temor de la élite blanca. La aparente estabilidad social que se disfrutaba, en realidad ocultaba un fuerte miedo a una rebelión al estilo de Haití.
Fueron abundantes los delitos cometidos por negros y mulatos, entre ellos varios asesinatos e intentos de asesinato, hurtos, tenencia de armas y ataques con ellas. Si bien los blancos también debían ser castigados si incumplían las leyes, las penas eran mucho más cruentas si el delito lo había cometido un negro. Por ejemplo, si un amo violaba a alguna de sus esclavas no era llamado a prisión, pero si un mulato dirigía una mirada deseosa a una mujer blanca, era motivo de escándalo y prisión.

### Abolicionismo
Durante el siglo XIX queda patente el enfrentamiento entre dos estamentos sociales: la oligarquía criolla e hispana, dueña de los ingenios azucareros y por lo tanto defensores del esclavismo, frente a la burguesía criolla, con menos títulos nobiliarios y más abiertos de mente. Esta burguesía sería la que lideraría el movimiento abolicionista; En 1841, la Junta de Fomento propuso la prohibición de la trata; En 1843, noventa y cuatro hacendados matanceros firmaron un memorial al Capitán General en el que básicamente pedían el fin de la trata de esclavos. Los principales argumentos de los abolicionistas fueron el alto precio de los esclavos en el mercado y los gastos de su manutención y vigilancia.
El periódico La Aurora de Matanzas daba voz a los partidarios de abolir la trata. Proponían favorecer la tecnificación a base de vapor que ya se estaba dando lentamente, así como una «recolonización» del campo cubano por gentes blancas (peninsulares principalmente). No obstante, los trabajadores que venían de la Península prefirieron trabajos menos extenuantes y más rentables en el plano comercial. Posteriormente, partir de 1846, llegaron inmigrantes chinos para suplir la necesitada mano de obra en los campos cubanos.
Aunque entre los españoles también había abolicionistas, sin duda quienes más activamente defendieron la abolición fueron los diplomáticos ingleses. Poco antes, el Reino Unido se había visto obligado a ponerle fin al esclavismo debido a diversas revueltas, y eso suponía una ventaja para España en el comercio internacional.

### Intervencionismo inglés
Tras varias revueltas en Jamaica en 1833, el Reino Unido aprobó por ley la emancipación total de los negros (Slavery Abolition Act 1833) y el fin de la esclavitud en el imperio británico. Desde entonces, los británicos presionaron a España a hacer lo mismo, pues de otra manera no podían competir con el precio del azúcar cultivado por mano de obra esclava. Ambos países firmaron un acuerdo en 1835 para tomar acciones para acabar con la trata, aunque España tenía pocas intenciones de ratificar el acuerdo. 
Por todo ello, el Gobierno en Londres nombró como cónsul británico en Cuba a David Turnbull (entre 1840 y 1842), quien era un activo militante abolicionista. Turnbull promovió entre los habitantes de la isla el fin de la trata y la esclavitud. Los abolicionistas ingleses animaron e impulsaron algunos movimientos de insurrección. Estos colaboradores de Turnbull se reunieron con los esclavos y les hablaron de rebelión y libertad.
Aunque las conspiraciones de Turnbull no contaron con el apoyo directo de Reino Unido, sí contaron con el beneplácito del Ministro de Exteriores, Lord Palmerston. Según uno de sus colaboradores más estrechos llamado Francis Ross Cocking, el objetivo último de Turnbull era lograr una Cuba independiente y bajo la protección del Imperio Británico. Sin embargo, la población blanca criolla de Cuba se mostraba más partidaria de la protección estadounidense. Las autoridades españolas consiguieron retirar a Turnbull del consulado dos años después de su llegada.
Los funcionarios británicos en La Habana denunciaron una y otra vez la situación de los negros en los ingenios. En ciertos informes se denunciaba la trata ilícita con todo lujo de detalles: nombre del buque, propietario del mismo, lugar donde se había producido el desembarco, cantidad de bozales (esclavos) e incluso el ingenio al que fueron destinados.

## Papel de O'Donnell

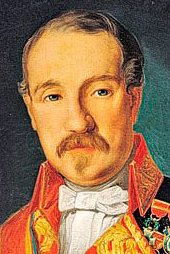
Leopoldo O'Donnell

Nacido en Tenerife, pero de familia militar irlandesa, gracias a su lealtad a Isabel II y su destacada trayectoria militar, fue nombrado Capitán General de Cuba (de 1843 a 1848). Leopoldo O'Donnell concentró en su persona diversos cargos (gobernador civil, Presidente de la Real Audiencia de la Isla, Vice Real Patrono y Gobernador Particular de la Jurisdicción de La Habana) lo que le convertía en la máxima autoridad de Cuba (y un dictador, en el sentido moderno).
Si bien la pujante economía de Cuba llevaba décadas sostenida gracias al sistema esclavista, cuando O'Donnell llegó al poder, la trata de personas negras (y la industria azucarera vinculada a ella) se desarrolló como nunca lo había hecho antes. O'Donnell siempre se mostró como un acérrimo defensor del sistema esclavista y en sus cartas al Gobierno de Madrid a menudo consideraba el trabajo forzado de africanos como «el más adecuado para Cuba».
Durante su gobernanza, O'Donnell fue conocido por su mano de hierro; su primer escarmiento lo ordenó tan solo unos pocos meses después de su llegada a la isla, concretamente el 20 de febrero de 1844; durante el carnaval, unos participantes se manifestaron contra el cierre de ciertos cafés, y muchos de ellos fueron castigados con penas de prisión y el destierro. Este evento fue conocido como «Batalla de Puncheleche», porque era típico del carnaval cubano beber ponche de leche.
O'Donnell no solamente permitía el negocio negrero, sino que además participaba directamente de él, ya que recibía parte del dinero que se pagaba por cabeza. O'Donnell cobraba 3 onzas de oro por negro, lo que en cuatro años como Capitán General equivale a unos dos millones y medio de reales. Entre los aristócratas de la España peninsular, era un hecho público y notorio que O'Donnell había amasado una gran fortuna en Cuba. La reina regente María Cristina de Borbón y su marido Agustín Muñoz, ambos amigos de O'Donnell, también tenían negocios esclavistas en Cuba.

## Hechos

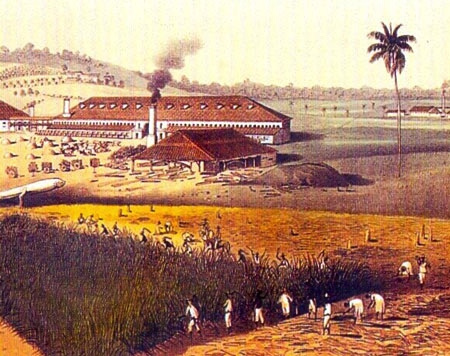
Ingenio azucarero en Cuba

En marzo de 1843, cuando aún era Capitán General Gerónimo Valdés, se levantaron los esclavos del ingenio La Alcancía, en Cárdenas. Esta y otras sublevaciones que ocurrieron ese año fueron aplacadas por el ejército. En diciembre de ese año, el hacendado Esteban Santa Cruz Oviedo denunció un «complot» en su ingenio Trinidad, y fusiló a 16 de sus esclavos. Supuestamente conspiraban tanto esclavos negros como negros libertos («libres de color»). Esto se supo gracias a la confesión de una esclava llamada Polonia a su amo. Polonia recibió, como recompensa, 500 pesos y su carta de libertad.
La denuncia llegó a las autoridades, que encausaron a 3066 personas, de las cuales 96 eran blancas, 783 esclavas y 2187 «libres de color». Se dictó pena de muerte a 78 de los implicados, a unos 1300 se les condenó a presidio y alrededor de 400 fueron desterrados de la isla. A todos ellos habría que añadir un número indeterminado de esclavos anónimos que murieron mientras sufrían las torturas de la escalera, o por las diarreas provocadas por las inhumanas sesiones de tortura en los calabozos de Matanzas.
El 30 de enero de 1844, el poeta Gabriel de la Concepción Valdés (1809-1844) (pseudónimo 'Plácido') fue acusado de presidir la conspiración. Fue fusilado el 28 de junio junto a otros diez negros o mulatos: Santiago Pimienta, dueño de 16 caballerías; los dentistas Andrés Dodge y Carlos Blackely; el pintor Jorge López; el músico José Miguel Román; el sastre Pedro de la Torre; el sargento de milicias José García y tres caleseros de familias importantes. El poeta Manzano, también un negro liberto, sobrevivió gracias a sus vínculos con Domingo Del Monte y otros intelectuales de la época, los cuales, sin embargo, lo abandonaron cuando salió a la luz la conspiración. Manzano fue silenciado, retirándole todo medio de expresión, y dejó de publicar poesía.
A través del terror, O'Donnell cortó de raíz las pretensiones abolicionistas y frenó por mucho tiempo las aspiraciones independentistas de la élite criolla.

## Autenticidad de la conspiración
Ya los contemporáneos se dividieron en sus interpretaciones sobre si la conspiración fue real o una invención, y esa discordia fue heredada por la historiografía posterior. Los investigadores no han llegado a una conclusión, y muy posiblemente este debate nunca se llegue a cerrar.
Por supuesto, las autoridades españolas defendieron la veracidad del soplo. Y no solo eso sino que se culpó a los británicos establecidos en Cuba. Así lo explica el mismo O'Donnell en una carta al Gobierno de Madrid:

En la conjuración actual, que se ha descubierto en diversos puntos de esta Isla para sublevar los negros y en la cual aparece ya que la ramificación se extiende a más de cien de las mejores fincas donde existen las negradas mas numerosas, si bien no ha podido descubrirse el verdadero foco de la rebelión y sus principales autores, hay la convicción moral de que es debida a los manejos de las sociedades abolicionistas y a las intrigas de los Ingleses. La causa no presenta aún datos legales que lo acrediten y pueda demostrarse en juicio, mas no por eso es menos cierto. Así se reconocerá sólo con saber que en la trama actual existen complicadas fincas que distan entre sí mas de setenta leguas y que no es la estupidez natural de los negros la que es capaz de organizar una conspiración que cuenta años de trabajarse en ella y en la que se perciben ideas que no están a su alcance, ni por los medios de llevarla a cabo, ni por los de ataque para la ejecución, ni por los que se proponen al hacer uso del territorio cuando lo posean. Para convencerse de que el pensamiento no es propio no es menester a la verdad mucha sagacidad, ni tampoco se estimará por infundado el recelo de que tan criminales manejos son movidos por los Ingleses. El Gobierno tiene datos bastantes para saber cual fue la conducta y proceder del anterior Consul Mr. David Turnbull....
Leopoldo O'Donnell, 1844

El estudio más completo sobre la Conspiración de la Escalera fue realizado por el profesor norteamericano Robert L. Paquette. Para él, «la Conspiración de La Escalera no fue una única conspiración, sino varias, cada una de ellas con muchos años de gestación, todas volátiles, con su propio carácter distintivo, aunque finalmente todas convergieron».